# Discodiaspis globosa
Discodiaspis globosa är en insektsart som beskrevs av Abraham Munting 1968. Discodiaspis globosa ingår i släktet Discodiaspis och familjen pansarsköldlöss. Inga underarter finns listade i Catalogue of Life.